# Пуэнсо, Лусия
Луси́я Пуэ́нсо (исп. Lucía Puenzo, 28 ноября 1976, Буэнос-Айрес) — аргентинский кинорежиссёр, писательница и сценаристка.

## Биография
Дочь кинорежиссёра и сценариста Луиса Пуэнсо. Получила диплом литератора в Университете Буэнос-Айреса и училась в Национальном кинематографическом институте Аргентины. Она написала немало сценариев для кино и ТВ, а также сняла несколько фильмов, в том числе документальных и мини-сериалов. Её фильм «Икс, икс, игрек» (2007) завоевал более 20 национальных и международных премий, в том числе Гран-При Международной недели критики на Каннском кинофестивале и три другие премии. Её второй фильм, «Дитя рыбы», открывал секцию «Панорама» на Берлинале-2009. В 2010 году Лусия Пуэнсо была избрана лучшим молодым испаноязычным автором по версии престижного английского журнала Granta. Отзывы о романе «Дитя рыбы» были крайне положительными. Le Monde называл его «невероятно сладостным и бесконечно жестоким», La Nación говорил о «странной смеси ярости, страсти и чувствительности», а Der Spiegel описывал его как «невероятно возбуждающий».

## Фильмография
- Los invisibles (2005, короткометражный)
- XXY (2007, Серебряный кондор Аргентинской ассоциации кинокритиков за лучший сценарий, Серебряный Ариэль за лучший латиноамериканский фильм, премия «Гойя» за лучший иностранный фильм на испанском языке, премия Международной недели критики на Каннском МКФ, премии КФ в Афинах, Бангкоке, Картахене, Эдинбурге, Малаге, Монреале)
- Дитя рыбы (El niño pez) (2009, три номинации на премию Аргентинской киноакадемии, специальная премия жюри на Фестивале испанского кино в Малаге)
- Вакольда (2013, номинация на премию Гойя, премия Сур в 10 номинациях; представлен на Оскар в номинации Лучший иностранный фильм)

## Проза
- Дитя рыбы/ El niño pez (2004, роман)
- Девять минут/ Nueve minutos (2005, роман)
- Проклятие Хасинты Пичимауида/ La maldición de Jacinta Pichimahuida (2007, роман)
- Ярость лангусты/ La furia de la langosta (2009, роман)
- Вакольда (2011, роман о Йозефе Менгеле; нем. пер. 2012, франц. пер. 2013)